# Трителлурид празеодима
Трителлурид празеодима — бинарное неорганическое соединение
соль празеодима и теллура
с формулой PrTe3,
кристаллы.

## Получение
- Сплавление стехиометрических количеств чистых веществ:

{\displaystyle {\mathsf {Pr+3Te\ {\xrightarrow {455^{o}C}}\ PrTe_{3}}}}

## Физические свойства
Трителлурид празеодима образует кристаллы
тетрагональной сингонии,

параметры ячейки a = 0,4374 нм, c = 2,557 нм, Z = 4
.
Соединение образуется по перитектической реакции при температуре 455°C
и имеет область гомогенности 74÷74,5 ат.% теллура.